# Oenochroma decolorata
Oenochroma decolorata är en fjärilsart som beskrevs av W. Warren 1896. Oenochroma decolorata ingår i släktet Oenochroma och familjen mätare. Inga underarter finns listade i Catalogue of Life.